# Stephan Schulzer von Müggenburg
Stephan Schulzer von Müggenburg (su primer nombre varía de Stefan, o Stjepan o István. (19 de diciembre de 1802 - 5 de febrero de 1892) fue un oficial del Ejército, botánico, y micólogo húngaro-croata.

## Biografía
Nació en la pobreza extrema en un castillo en ruinas en la periferia del Imperio Austro-Húngaro. Su madre murió en su primera infancia. Fue criado por el padre, y recibió una educación espartana de su bien educado mas muy estricto padre, un oficial retirado del ejército de ascendencia sajona, que murió cuando Schulzer tenía quince años. Schulzer pasó los siguientes tres años en una academia como cadete en Olomouc (Olmütz). Después de alistar pasó siete años como  Cadete  (oficial en formación) y los siguientes seis como  Fähnrich  (candidato oficial). Habiendo alcanzado finalmente el rango de teniente segundo se convirtió en capitán dentro de los siguientes diez años. En 1821 participó en la Campaña de Piamonte. En lucha contra un incendio perdió el uso de las dos manos y se retiró del servicio activo dos años más tarde. Sin embargo, se ofreció para establecer y administrar un hospital militar, donde fue víctima de una enfermedad que le dejó sordo y problemas de visión. Estaba casado y tuvo dos hijas.
Un encuentro casual con un manual de setas popular en 1831 despertó su curiosidad intelectual. Aprendió historia natural y suficiente griego y latín. Dentro de un tiempo relativamente corto evolucionó de micólogo aficionado con talento a apreciado por sus colegas académicos. En el ínterin, recuperó la mayor parte del uso de las manos y algo de audición. Publicó ampliamente en la literatura micológica de su tiempo. Gran parte de su obra permanece inédita, pero algunos fue editado y publicado por sus compañeros y, a veces rivales científicos Károly Kalchbrenner y Friedrich von Hazslin.

## Honores

### Epónimos
- (Agaricales) Schulzeria Bres. & Schulzer, 1886[3]

## Obra
- Systematische Aufzählung der Schwämme Ungarns, Slavoniens und des Banates, welche diese Länder mit anderen gemein haben. 1857

- con Ágost Kanitz, József Armin Knapp. Die bisher bekannten Pflanzen Slavoniens. 1866

- Mykologische Beiträge. K.K. Zoologisch-botanische Gesellschaft, Viena 1870

- Mykologische Beobachtungen aus Nord-Ungarn im Herbste 1869. K.K. Zoologisch-botanische Gesellschaft, Viena 1870
- La abreviatura «Schulzer» se emplea para indicar a Stephan Schulzer von Müggenburg como autoridad en la descripción y clasificación científica de los vegetales.[4]